# Saint-Julia-de-Bec
Saint-Julia-de-Bec è un comune francese di 109 abitanti situato nel dipartimento dell'Aude nella regione dell'Occitania.

## Società

### Evoluzione demografica
Abitanti censiti